# 여자미술대학
여자미술대학(일본어: 女子美術大学 죠시비주쓰다이가쿠[*], Joshibi University of Art and Design)은 도쿄도 스기나미구에 있는 사립 미술대학이다.
도쿄 5대 미술대학(東京5美術大学, 다마 미술대학, 무사시노 미술대학, 도쿄 조형대학, 니혼 대학 예술학부)에 속한 명문 미술대학으로 흔히 조시비라고 부른다.
일본소재 사립미술대학 중 가장 역사가 깊은 학교로 1900년에 도쿄 미술학교에 대응하는 여학교로서 여자미술학교라는 이름으로 창립되어, 1949년에 대학이 설립되었다. 예술학부와 단기대학부의 2개 학부가 있다. 1994년에는 대학원이 설립되었으며, 대학원은 남녀공학으로 운영된다.
한국 최초의 여성 서양화가인 나혜석, 국내 화단의 대표작가인 동양화가 천경자, 동양화가 겸 판화가인 박래현 '키티엄마'로 불리는 산리오의 수석디자이너 야마구치 유코등 저명한 화가,교육자,디자이너등을 배출해냈다.
역사가 깊은 학교이며 일제 강점기에 신여성들이 많이 유학하여 한국에서도 동경여자미술대학으로 알려져 있다.

## 연혁
- 1900년: 여자미술학교 설립
- 1915년: 부속 고등여학교 개교
- 1929년: 여자미술전문학교로 개편
- 1949년: 여자미술대학 발족
- 1950년: 단기학부 병설

## 유명 졸업생
- 나혜석 - 서양화가
- 박래현 - 동양화가, 한국화가, 판화가
- 천경자 - 동양화가, 수필가
- 장선희 - 자수 공예가
- 백남순 - 서양화가
- 윤시선 - 서양화가
- 이숙종 - 교육인
- 김명화 - 서양화가
- 나상윤 - 서양화가
- 우재희 - 어패럴디자인(수료)1969년 7월2일생

## 개설학과

### 대학
- 미술학과
  - 양화전공(회화,판화)
  - 일본화전공
  - 입체아트전공
  - 미술교육전공
  - 예술문화전공
- 디자인·공예학과
  - 비주얼디자인전공
  - 프로덕트디자인전공
  - 환경디자인전공
  - 공예전공(텍스타일,유리,도예)
- 아트·디자인표현학과
  - 미디어표현영역
  - 힐링표현영역
  - 패션텍스타일표현영역
  - 아트프로듀스표현영역

### 대학원
- 미술전공
  - 양화연구영역
  - 일본화연구영역
  - 판화연구영역
  - 공예연구영역
  - 입체예술연구영역
- 디자인전공
  - 미디어연구영역
  - 힐링연구영역
  - 패션텍스타일연구영역
  - 아트프로듀스연구영역
  - 비주얼디자인연구영역
  - 프로덕트디자인연구영역
  - 환경디자인연구영역
- 예술문화전공
  - 색채학연구영역
  - 미술사연구영역
  - 예술표상연구영역
  - 미술교육연구영역

### 단기대학부(2년제)
- 조형학과
  - 미술코스
  - 디자인코스 정보디자인
  - 디자인코스 창조디자인
- 전공과
  - 조형전공